# Bosc encantat
El bosc Encantat d'Òrrius, bosc de Cal l'Argent son un seguit de figures tallades a la pedra i envoltades de boles granítiques al mig d'un bosc al terme de la Roca del Vallès. Entre les escultures que en formen part hi ha la pedra de l'Elefant, l'Indi i el Moai.

## Descripció

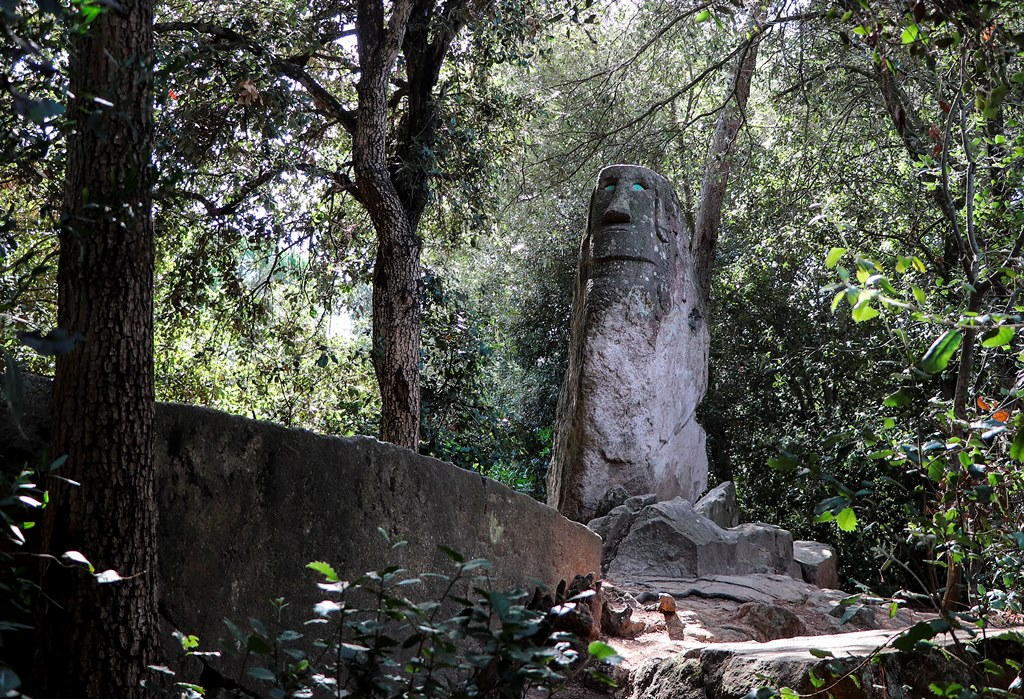
El Moai

Entre les escultures hi ha tortugues i una massa granítica amb el disseny d'un elefant. Mirant una altra pedra, per la banda de l'esquerra apareix la cara d'un indi americà, mentre que si ens la mirem per la dreta hi veiem ben esculpit un petit moai.
Sembla que tot és l'obra de I. Foscas i A. Gómez, allà pels anys 70 del segle passat.

## Accés

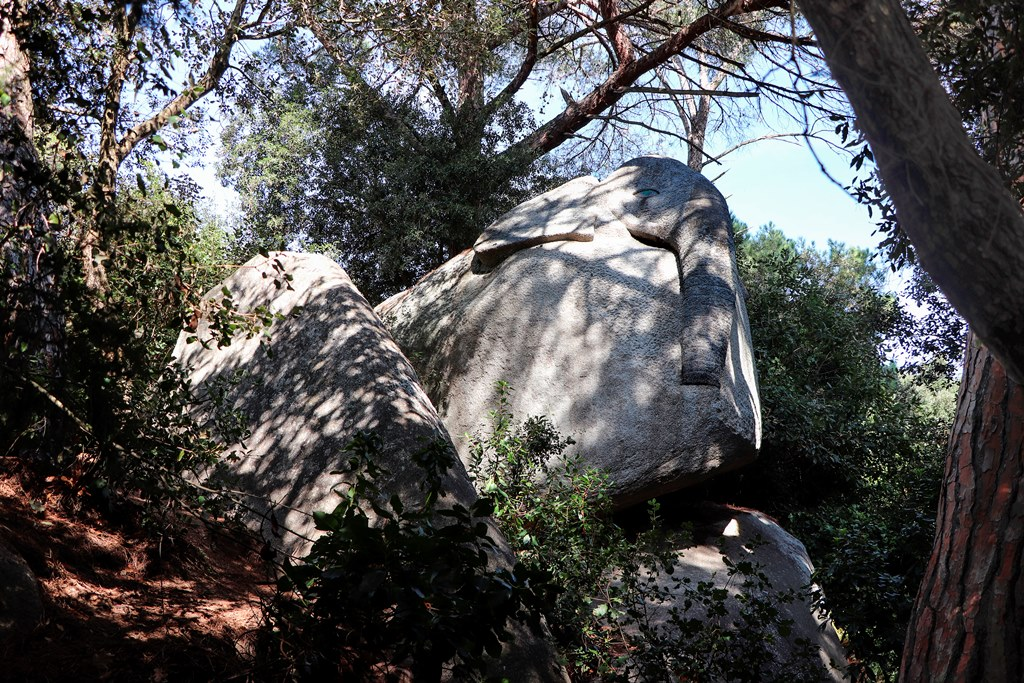
L'Elefant

Tot i ser anomenat Bosc Encantat d'Òrrius el conjunt es troba en el terme municipal de la Roca del Vallès. Sortint de la Roca per la BV-5006 cap a Òrrius, just passat el PK 2 hi ha un pàrquing a mà dreta. Un corriol curt condueix a les escultures entapissades per un espès mantell de vegetació.